# Varinfroy
Varinfroy település Franciaországban, Oise megyében. Lakosainak száma 268 fő (2022. január 1.). Varinfroy Neufchelles, Rouvres-en-Multien, Crouy-sur-Ourcq és May-en-Multien községekkel határos.

## Népesség
A település népessége az elmúlt években az alábbi módon változott:
| Lakosok száma | 247  | 277  | 295  | 290  | 287  | 286  | 280  | 274  | 268  |
|               | 2013 | 2015 | 2016 | 2017 | 2018 | 2019 | 2020 | 2021 | 2022 |